# ボブ・ミ―クス
1. 転送 ボブ・ミークス